# Karolis Bauža
Karolis Bauža (ur. 24 kwietnia 1987) – litewski judoka. Olimpijczyk z Londynu 2012, gdzie zajął dziewiąte miejsce w wadze średniej.
Siódmy na mistrzostwach świata w 2013; uczestnik zawodów w 2007, 2009, 2010, 2011, 2014, 2015, 2018 i 2019. Startował w Pucharze Świata w latach 2006–2013 i 2015–2019. Brązowy medalista mistrzostw Europy w 2009 i 2013; piąty w 2010. Trzeci na uniwersjadzie w 2007 i 2015 roku.

## Letnie Igrzyska Olimpijskie 2012
| Konkurencja | Eliminacje            | Eliminacje            | Klas. końcowa |
| Konkurencja | Przeciwnik I          | Przeciwnik II         | Miejsce       |
| ----------- | --------------------- | --------------------- | ------------- |
| 90 kg       | Romain Buffet (FRA) Z | Ilias Iliadis (GRE) P | 9.            |